# Marrocos nos Jogos Olímpicos de Inverno da Juventude de 2012
O Marrocos participou dos Jogos Olímpicos de Inverno da Juventude de 2012, realizados em Innsbruck, na Áustria. A delegação nacional contou com um total de um atleta, que disputou provas do esqui alpino, conquistando uma medalha de ouro.

## Medalhista
| Medalha         | Nome           | Esporte      | Evento            | Data          |
| --------------- | -------------- | ------------ | ----------------- | ------------- |
| Medalha de ouro | Adam Lamhamedi | Esqui alpino | Super-G masculino | 14 de janeiro |

## Esqui alpino
| Atleta         | Evento                   | Final         | Final         | Final         | Final           |
| Atleta         | Evento                   | Descida 1     | Descida 2     | Total         | Pos.            |
| -------------- | ------------------------ | ------------- | ------------- | ------------- | --------------- |
| Adam Lamhamedi | Slalom masculino         | 48.14         | Não completou | Não completou | Não completou   |
| Adam Lamhamedi | Slalom gigante masculino | Não completou | Não completou | Não completou | Não completou   |
| Adam Lamhamedi | Super-G masculino        |               |               | 1:04.45       | Medalha de ouro |
| Adam Lamhamedi | Combinado masculino      | Não completou | Não completou | Não completou | Não completou   |